# Ketuba

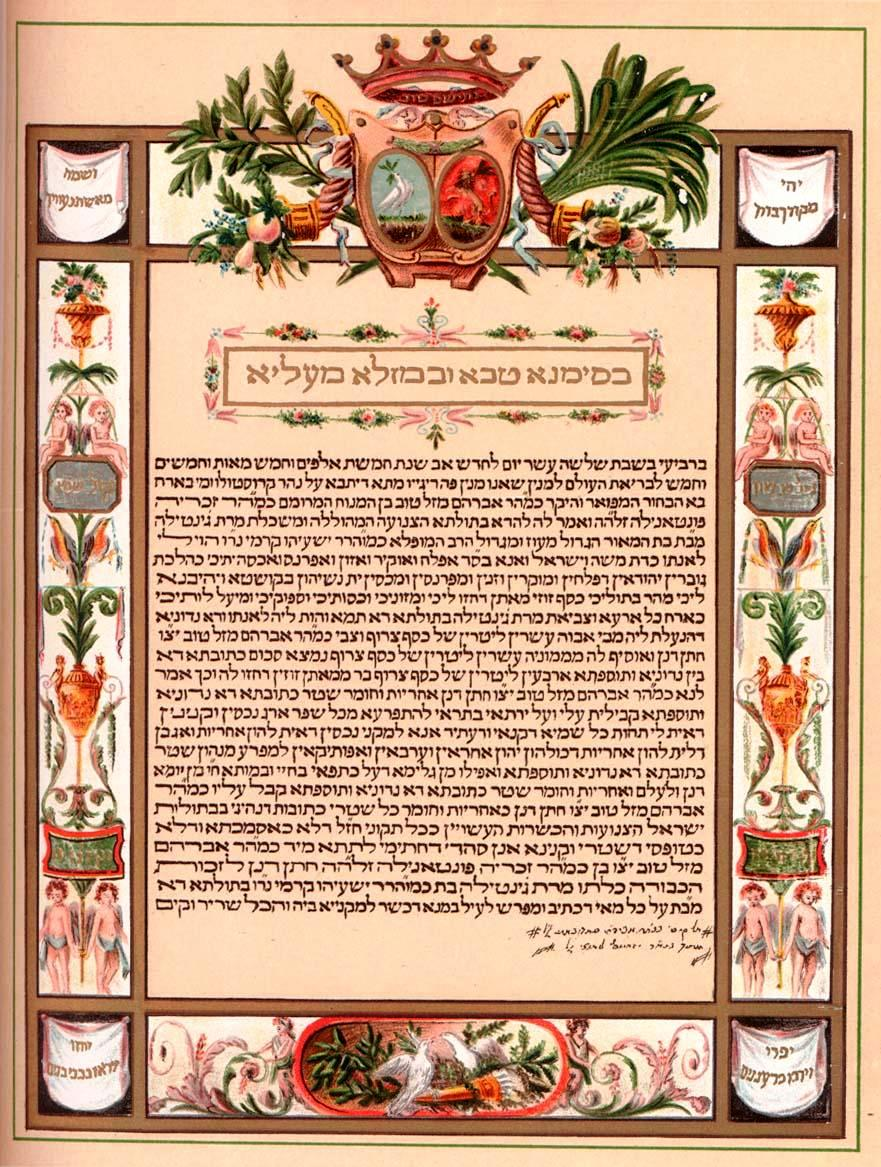
Ilustrowana ketuba

Ketuba (hebr. כתובה „dokument”; l.mn. ketubot) – prawny kontrakt w judaizmie zawierany przed ślubem przez narzeczonych. Na jego mocy mężczyzna zobowiązuje się dbać o przyszłą żonę, spełniać powinności małżeńskie, zapewniać jej utrzymanie, a w razie rozwodu wypłacić jej określoną w kontrakcie rekompensatę. Dokument zapewniał także małżonce pierwsze miejsce na liście spadkowej w razie ewentualnej śmierci męża. Ketuba musiała być spisana w obecności 2 świadków niespokrewnionych z młodymi oraz ze sobą.